# Bottigella

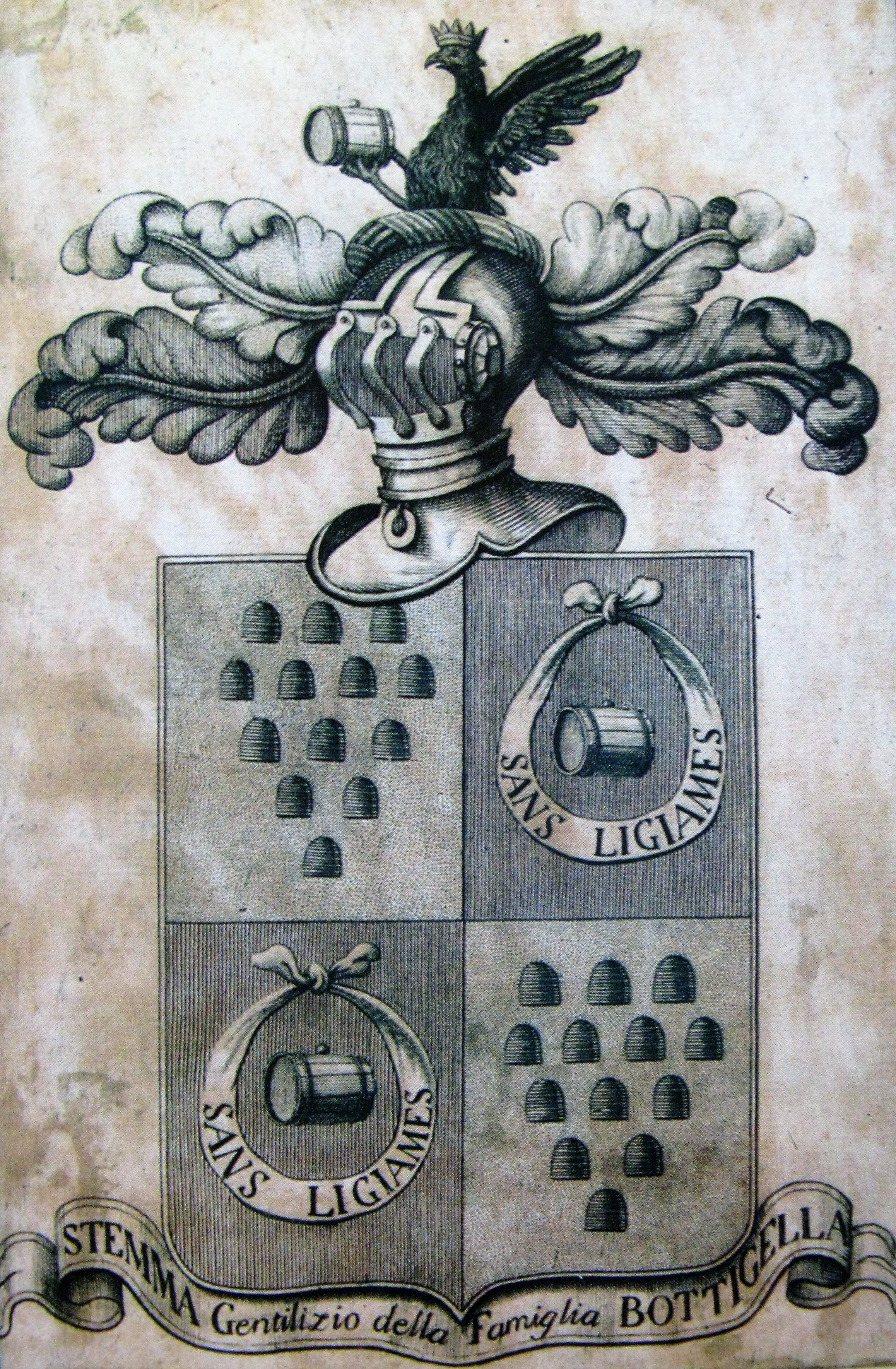
Lo stemma

I Bottigella furono un'antica e illustre casata di Pavia, stimata tra le più nobili della città, e che, specie nei secoli tra il XIV e il XVIII, espresse notevoli personalità in campo religioso, amministrativo e giuridico, contribuendo altresì con importanti commissioni all'architettura e alle belle arti. Esercitarono anche la signoria feudale su diversi luoghi del circondario.

## Origini
Fin dal XII secolo, i Bottigella sono documentati tra i casati dell'aristocrazia consolare che deteneva allora il potere a Pavia. Detentori di vasti beni e castelli in particolare nell'Oltrepò Pavese, aderirono nella seconda metà del Duecento alla fazione Guelfa. Anche se è citata tra le famiglie più antiche di Pavia, non ebbe un ruolo di rilievo nelle lotte civili che contrapposero le maggiori casate cittadine tra il XIII e il XIV secolo. Non particolarmente legati ai Beccaria, che tra il 1315 e il 1356 esercitarono una sorta di "signoria velata" su Pavia, intorno alla metà del Trecento strinsero rapporti con i Visconti, tanto che alcuni membri del casato servirono sia l'arcivescovo Giovanni Visconti, sia Bernabò Visconti come cavalieri mercenari. In quest'ultimo secolo cominciano ad apparire, senza un preciso legame genealogico, i primi personaggi importanti, tra cui in particolare:
- Bonifacio Bottigella, monaco agostiniano, studiò teologia a Parigi, fu poi priore del monastero di San Pietro in Ciel d'Oro a Pavia (che commissionò a Giovanni di Balduccio la celebre Arca di Sant'Agostino), lettore di teologia presso lo Studium cittadino da poco fondato, e infine, tra il 1392 e il 1404 (anno della sua morte), vescovo di Lodi. Bonifacio fu inoltre in stretto contatto con la corte viscontea, perché fu a lungo confessore di Bianca di Savoia, moglie di Galeazzo II Visconti[4].

Nel frattempo la famiglia, già divisa in più rami, si arricchisce con il commercio del guado (un colorante per le stoffe) e con il possesso fondiario: ha vasti possedimenti a Calvignano nell'Oltrepò Pavese e, nella stessa zona, ottiene in feudo o enfiteusi da importanti istituzioni religiose pavesi (in particolare il Monastero di San Salvatore, cui saranno sempre molto legati) vastissimi beni nella corte di Corana (comprendenti anche Silvano Pietra, allora detto Silvano Bottigella e Bastida de' Dossi) e nei vicini territori di Casei e Voghera.

## I grandi Bottigella del XV secolo

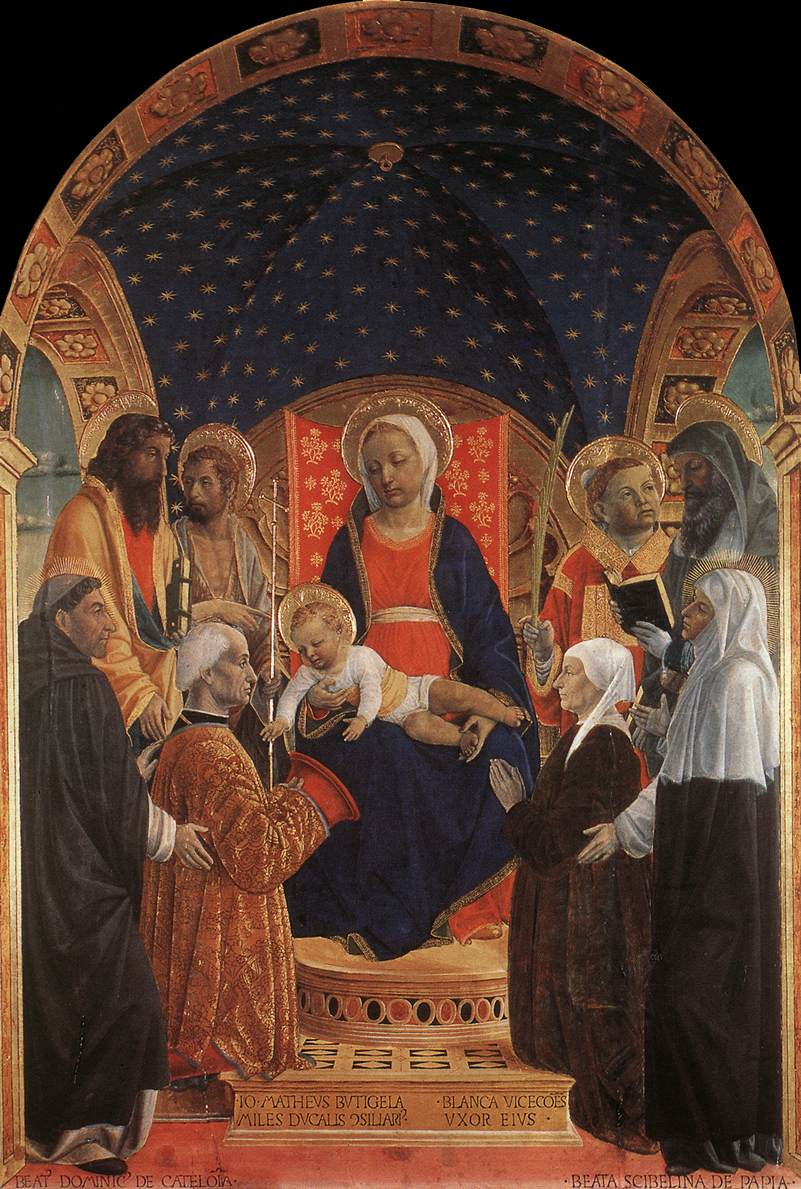
Vincenzo Foppa, Pala Bottigella, 1480-1484, Pavia Pinacoteca Malaspina. Ai piedi della Madonna sono raffigurati i committenti: Giovanni Matteo Bottigella e la moglie Bianca Visconti.

Nella prima metà del Quattrocento appaiono i quattro fratelli, figli di Corradino di Bertolello, da cui discesero i rami più importanti della casata.
- Antonio Simone, che risiedeva spesso a Casei e probabilmente tenne questa parte dei beni famigliari, fu padre di Giovanni Francesco, podestà di Firenze (il suo stemma campeggia tuttora nel Palazzo del Bargello), di Corradino Menapace e di Daniele, padre a sua volta di Paolo Bottigella (1474-1531). Questi, domenicano, fu priore, vicario generale nella Lombardia e nel 1530 padre generale dell'Ordine. Lasciò dei commentari sulle opere di San Tommaso d'Aquino.

- Tommaso o Tomaino, rationator del comune di Pavia e commissario ducale sul sale dal 1443, morto nel 1461, lasciò numerosi figli (sette maschi e cinque femmine) tra cui divise le sue ingenti ricchezze. Essi furono:
  - Giovanni Stefano, ecclesiastico, a lungo protonotario apostolico a Roma e rettore dello Studium Urbis (l'università di Roma), infine vescovo di Cremona (1467-1476).
  - Giovanni Matteo, il personaggio più celebre della famiglia, segretario e consigliere ducale, umanista, sposò Bianca Visconti dei signori di Masino e Sesto Calende, che gli portò in dote il castello di Cameriano (presso Casalino), di cui ricevette regolare investitura nel 1470. Già nel 1452 era stato investito del feudo di Calvignano, antico possesso familiare. Insieme ai fratelli sostenne una lite contro il condottiero Angelello di Lavello, cui il duca Francesco Sforza aveva infeudato il territorio di Corana, approfittando della decadenza del monastero di San Salvatore che ne aveva la signoria; ma, ricostituita nel frattempo l'autorità del monastero, esso riconfermò il possesso di Corana e Silvano ai Bottigella. Solo nel 1468 i Bottigella poterono rientrarne in possesso, e Giovanni Matteo divenne anche feudatario di Corana. Figlio ed erede di Giovanni Matteo fu Filippo Bottigella (morto nel 1507), insigne giurista e professore di diritto civile e canonico, che morì senza figli.

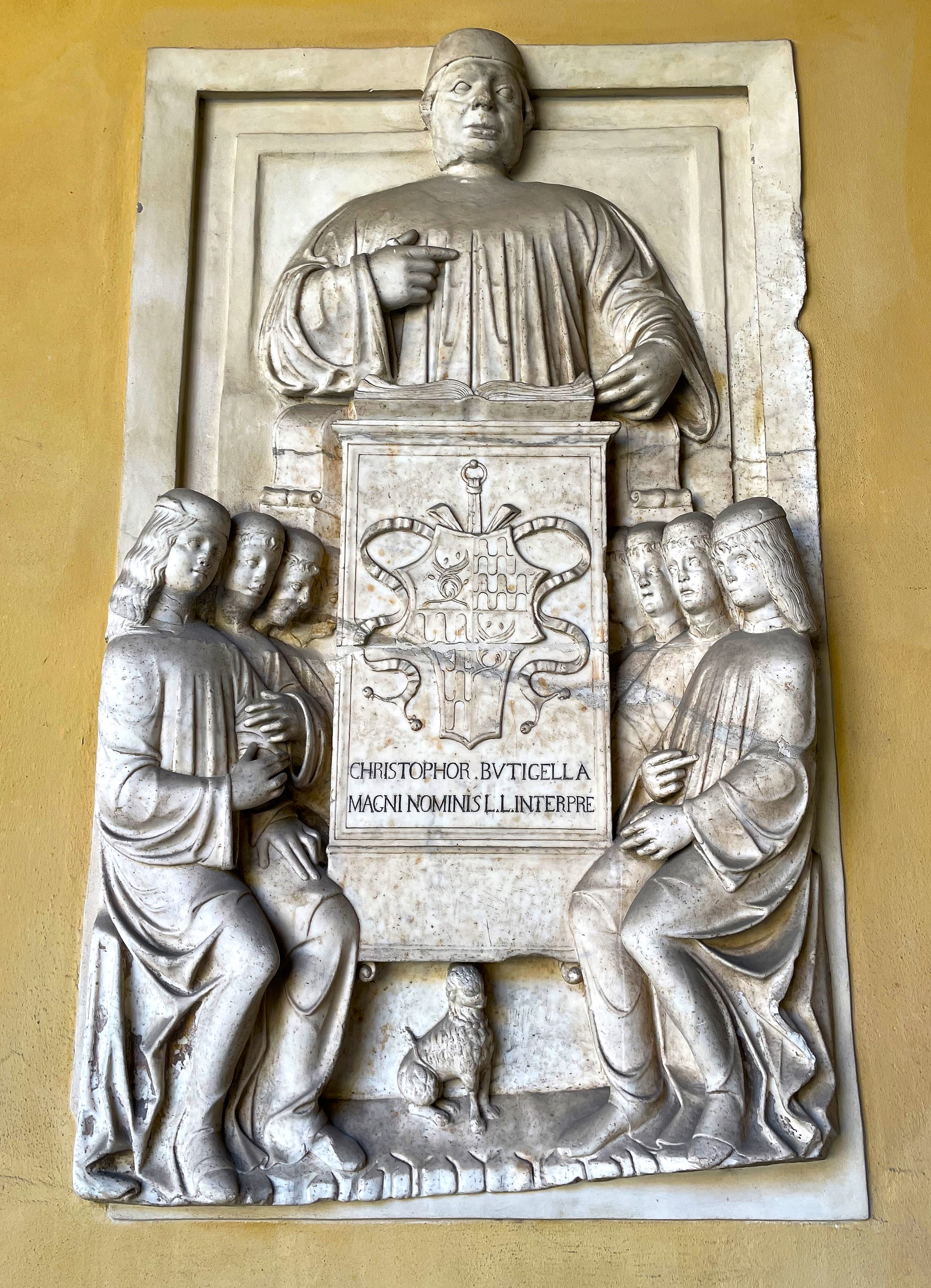
Lapide di Cristoforo Bottigella, 1491, Palazzo Centrale dell'Università di Pavia.

  - Lapide di Cristoforo Bottigella, 1491, Palazzo Centrale dell'Università di Pavia.Cristoforo, professore di diritto civile e canonico nell'Università dal 1455 al 1491, tuttora ricordato da un'antica lapide nel portico della medesima, più volte rappresentò la città di Pavia in occasioni civili. Nella parte del palazzo che possedeva in comune col fratello Giovanni Matteo fece costruire una maestosa torre, che ancora domina il Corso Cavour di Pavia (Torre Bottigella). Fu suo erede il figlio Paolo che ebbe solo una figlia, Isabella.
  - Corradino fu castellano di Savona, incarico che lasciò al figlio Cesare. Di un altro figlio, Giovanni Durone, si parlerà più avanti.
  - Giovanni Pietro si dedicò all'amministrazione dei beni famigliari. Fu padre di Gerolamo Bottigella (morto nel 1515), forse il più illustre dei numerosi giuristi della famiglia. Fu professore di diritto civile a Pavia, e nel 1504 passò a Padova dove insegnò fino al 1509. Essendo partigiano della Francia e incorso nelle censure del papa Giulio II, andò a insegnare in Francia, tornando in Italia solo dopo la morte del Papa, e anzi insegnando nella stessa università di Roma fino alla morte. Lasciò importanti trattati di diritto civile, specie commentari al codice di Giustiniano. Da un altro figlio di Gian Pietro, Michele, questo ramo della famiglia ebbe prosecuzione.
  - Gian Giacomo, che fu padre di Riccardo e Marco Antonio.
  - Michele, che voleva seguire le orme del fratello Giovanni Stefano e l'aveva raggiunto a Roma, ma morì in giovane età.

- Corradino detto Menapace, teneva probabilmente le terre presso Voghera, nel cui territorio si trova il paese di Torremenapace, che ne perpetua la memoria. Lasciò le sue cospicue ricchezze ai suoi due figli:
  - Gian Francesco è noto soprattutto per lo splendido palazzo che commissionò a Giovanni Antonio Amadeo, tuttora uno dei più notevoli e meglio conservati palazzi rinascimentali di Pavia (in Corso Mazzini). Esso passò ai figli Giovanni Pietro e Giovanni Stefano.
  - Silvestro è noto anch'egli per aver fatto costruire un notevole palazzo, quello detto oggi impropriamente "Palazzo del Maino" (sede amministrativa del Policlinico San Matteo), molto rimaneggiato, ma di cui si conserva il fastoso portale rinascimentale.

- Francesco, cui toccarono probabilmente le terre di Silvano, fu padre di Giovanni Luchino e Pietro. Questi, accusato di fellonia nel 1483, probabilmente a causa dell'inimicizia con Ludovico il Moro, si vide sottratto il feudo di Silvano, che passò a Galeazzo Sanseverino e nel 1528 ai Pietra.

## Decadenza della casata

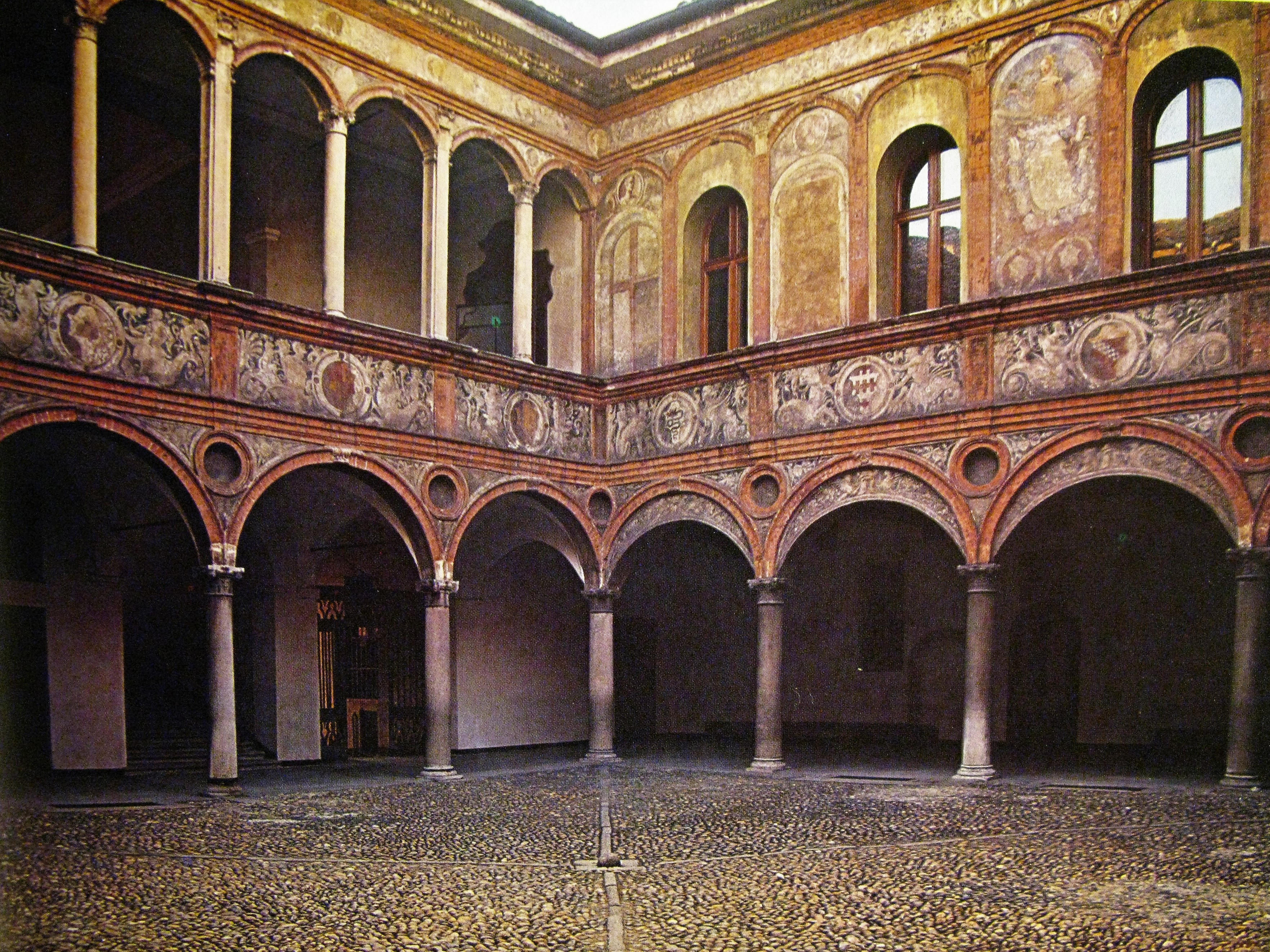
Giovanni Antonio Amadeo, Palazzo Bottigella, Pavia, 1492-1497.

Nel XVI secolo, morto senza figli (1507) Filippo di Giovanni Matteo, feudatario di Calvignano, Cameriano, Corana e Bastida de' Dossi, per testamento chiamò suoi eredi i due giovani figli del cugino Giovanni Durone di Corradino, Pietro Francesco e Ottaviano. Nei decenni seguenti essi divisero i loro beni: a Ottaviano toccarono Cameriano e Corana, a Pietro Francesco Calvignano e Bastida. La linea di Ottaviano si estinse in un paio di generazioni con Raimondo (1664), e il feudo di Cameriano fu confiscato; Corana, che era sotto l'alta sovranità del monastero del Salvatore, passò alla linea di Pietro Francesco, rappresentata allora da un Giovanni Battista. Morendo però a sua volta senza eredi il figlio di questi, Giovanni Durone, si estinse definitivamente nel 1690 il ramo signorile della casata.
Rimanevano comunque a Pavia e altrove diversi Bottigella di agiata condizione. Si ricordano il senatore ducale Filippo Bottigella, che nel 1503 fece realizzare una villa suburbana nella campagna orientale di Pavia, il Belvedere, e soprattutto Baldassarre che, verso la fine del XVIII secolo acquistò il maestoso palazzo già Beccaria e Carminali, in Corso Cavour, da allora detto Palazzo Carminali Bottigella, in cui raccolse le memorie della famiglia, specialmente opere d'arte, di cui la più celebre è la Pala Bottigella di Vincenzo Foppa, commissionata da Giovanni Matteo Bottigella, che fino ad allora era rimasta nella cappella di famiglia presso la chiesa di San Tommaso, proprio allora soppressa. I suoi discendenti la donarono poi al Comune, e si trova oggi nella Pinacoteca civica. 

L'ultimo dei Bottigella di Pavia, Baldassarre, si spense il 17 marzo 1886:
Ieri notte morì il Nobile Dottor Baldassarre Bottigella. Con lui si estingue una delle più illustri casate di Pavia.
Buona parte dei documenti della famiglia sono conservati nell'archivio Storico Civico di Pavia e nell'archivio di Stato di Pavia.